# Менса, Кевин
Клемент Мутани Бишофф (дат. Clement Mutahi Bischoff; род. 15 мая 1991, Виборг) — датский футболист, защитник клуба «Брондбю».

## Клубная карьера

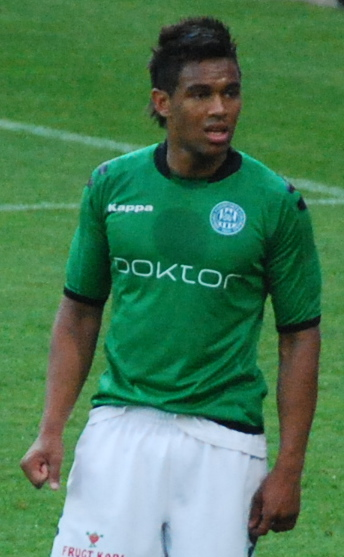
Менса в составе «Виборга»

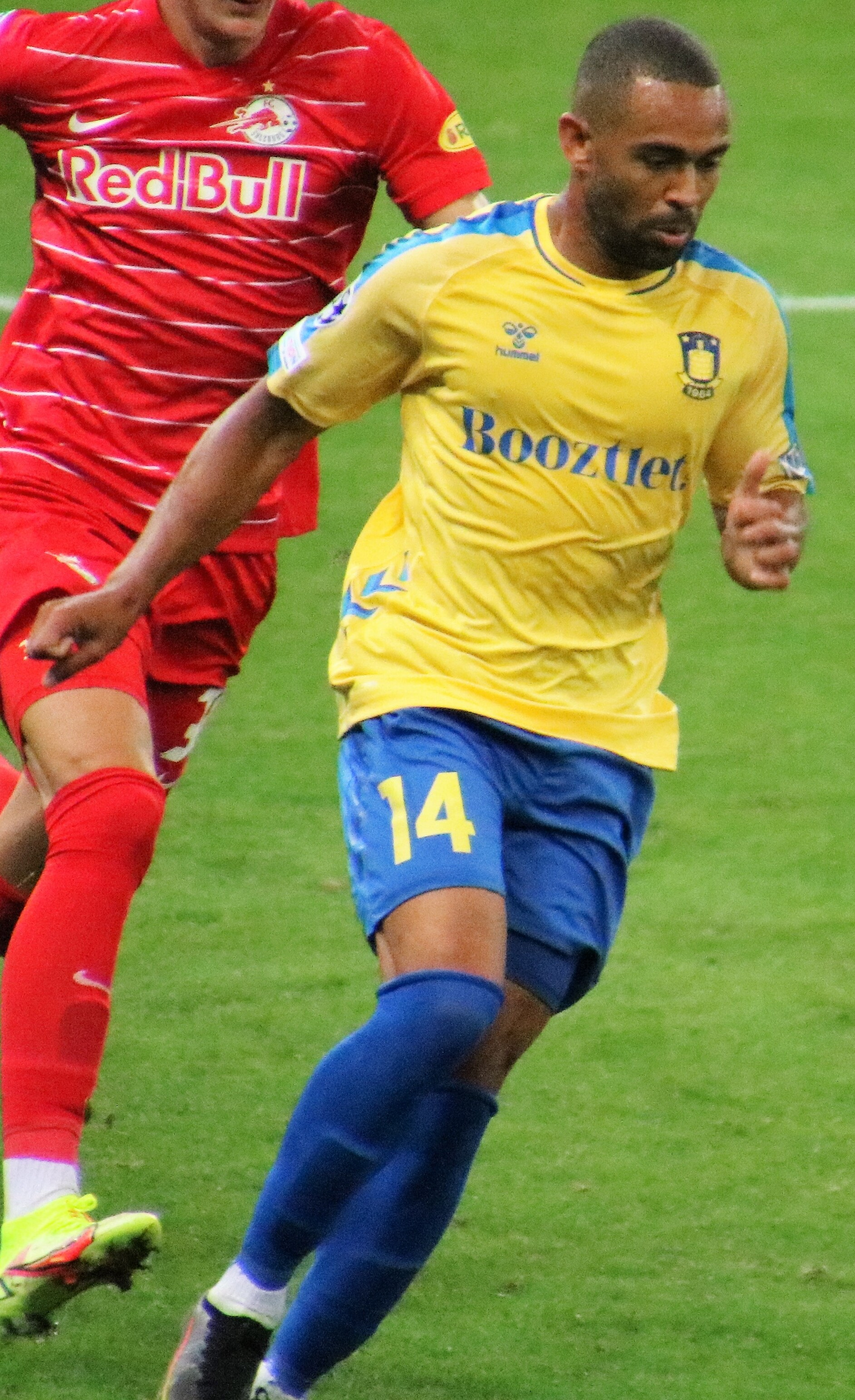
Менса в составе «Брондбю»

Менса — воспитанник клубов «Сонденмаркерс» и «Виборг». В 2008 году он дебютировал за основной состав последних. 2 мая 2009 года в поединке против «Тистеда» Кевин забил свой первый гол за «Виборг». В 2013 году игрок помог клубу выйти в элиту. 20 июля в матче против «Раннерс» он дебютировал в датской Суперлиги. В начале 2015 года Менса перешёл в «Эсбьерг». 2 марта в матче против «Ольборга» он дебютировал за новую команду. 9 мая в поединке против «Силькеборга» Кевин забил свой первый гол за «Эсбьерг».
В начале 2017 года Менса перешёл в «Брондбю». 17 апреля в матче против «Копенгагена» он дебютировал за новый клуб. 7 мая в поединке против «Мидтьюлланна» Кевин забил свой первый гол за «Брондбю». В 2018 году игрок помог клубу завоевать Кубок Дании, а в 2021 году выиграть чемпионат.

## Достижения
Клубные
 «Брондбю»
- Победитель датской Суперлиги — 2020/2021
- Обладатель Кубка Дании — 2017/2018